# Sebastián Muñoz Beigveder
Sebastián Muñoz Beigveder, conocido como el Pena Padre (Álora, 1876-Málaga, 1956) era un cantaor de flamenco español de origen payo.

## Biografía
Nacido en Álora en 1876. De familia de gran tradición en el cante flamenco: su primo era el también cantaor Diego el Perote, y su hijo fue conocido como el Pena Hijo son los miembros más destacados.
Como otros tantos grandes cantaores de la época comenzó a cantar en los cafés de los cantantes, para luego realizar giras por toda España e incluso por el Protectorado español de Marruecos. En 1938 montó una tienda de ropa donde los clientes entendidos seguían pidiéndole que les deleitara con su magnífico cante. Dominó diversos palos del flamenco a los que la dulzura de su voz y su maestría dio nuevas dimensiones. Dio a las malagueñas influencias cubanas adquiridas durante su servicio militar, realizado en la antigua colonia española, estos cantes fueron llamados por ello de Cantes Ida y Vuelta. Fue también maestro de la guajira cubana y de la soleá.
Falleció en Málaga en 1956.